# شبه‌دلفینیان
شبه‌دولفینیان (نام علمی: Iniidae) نام یک تیره از بالاخانواده دلفین رودخانه‌ای است.